# São Gabriel do Oeste
São Gabriel do Oeste är en kommun i Brasilien.   Den ligger i delstaten Mato Grosso do Sul, i den södra delen av landet, 800 km sydväst om huvudstaden Brasília. Antalet invånare är 22 164.
Omgivningarna runt São Gabriel do Oeste är huvudsakligen savann. Trakten runt São Gabriel do Oeste är nära nog obefolkad, med mindre än två invånare per kvadratkilometer.